# Hard Candy (australische Band)
Hard Candy war eine australische Gothic-Rock- und Grungeband, die von 1992 bis 2000 existierte.

## Geschichte
Die Band wurde 1992 von der Sängerin und Gitarristin Erika Bach und dem griechischstämmigen Bassisten und Gitarristen Demetri Vlass in Melbourne gegründet, nachdem sich ihre Vorgängerband Ape the Cry aufgelöst hatte. In ihrer musikalischen Ausrichtung war die Band zunächst von den späten 1980er Jahren beeinflusst und spielte Gothic Rock. Als aus den USA die Grungewelle auch nach Australien schwappte, wurde ihre Musik von diesem Stil beeinflusst.
Die ersten drei Veröffentlichungen in den 1980ern und Anfang der 1990er wurden im Eigenverlag ihrer eigenen Plattenfirma Loud Records herausgegeben. Mitte der 1990er unterschrieben sie einen Plattenvertrag bei der australischen Plattenfirma Mushroom-Records, einem Unterlabel der Warner Music Group, übertrugen die Rechte und veröffentlichten noch zwei Alben. Die Band löste sich 2000 auf, als mit Abflauen der Grungewelle der Erfolg und die Verkaufszahlen zurückgingen.

## Diskografie
- 1992: Tattoo
- 1993: Amplifier
- 1994: Lick
- 1996: Junior
- 1997: Speed Crash Burn